# Zvarthnoc
Zvarthnoc (arménsky: Զվարթնոց) je město nedaleko arménského Jerevanu, přibližně na půli cesty mezi Jerevanem a Ečmiadzinem. Město bylo vystaveno ve starověku, avšak později bylo zapomenuto a znovuobjeveno až ve 20. století.
Celá lokalita se společně s Ečmiandzinem od roku 2000 nachází na Seznamu světového dědictví UNESCO.